# Augustus Young (Politiker)
Augustus Young (* 20. März 1784 in Arlington, Vermont; † 17. Juni 1857 in St. Albans, Vermont) war ein US-amerikanischer Politiker. Zwischen 1841 und 1843 vertrat er den vierten Wahlbezirk des Bundesstaates Vermont im US-Repräsentantenhaus.

## Werdegang
Nach der Grundschule studierte Augustus Young Jura. Nach seiner im Jahr 1810 erfolgten Zulassung als Rechtsanwalt begann er in Stowe seinen neuen Beruf auszuüben. Im Jahr 1812 zog er nach Craftsbury. Dort wurde er in den 1820er Jahren auch politisch tätig. Zwischen 1821 und 1832 war er mehrfach mit einigen Unterbrechungen Abgeordneter im Repräsentantenhaus von Vermont. Von 1824 bis 1828 fungierte Young als Bezirksstaatsanwalt im Orleans County; zwischen 1831 und 1832 war er Richter an einem Nachlassgericht. In den Jahren 1836 bis 1838 gehörte er dem Senat von Vermont an.  Politisch schloss er sich in den 1830er Jahren der Whig Party an.
Bei den Kongresswahlen des Jahres 1840 wurde Young im vierten Distrikt von Vermont in das US-Repräsentantenhaus in Washington gewählt, wo er am 4. März 1841 die Nachfolge von John Smith antrat. Da er im Jahr 1842 eine weitere Kandidatur ablehnte, konnte Young bis zum 3. Januar 1843 nur eine Legislaturperiode im Kongress absolvieren. Diese war überschattet von heftigen Diskussionen zwischen seiner Partei und dem US-Präsidenten John Tyler, der eigentlich auch Mitglied der Whigs war, sich aber zunehmend von diesen distanzierte.
Nach dem Ende seiner Zeit im Kongress praktizierte Young wieder als Rechtsanwalt und wandte sich literarischen Angelegenheiten zu. Im Jahr 1847 zog er nach St. Albans. Von 1851 bis 1854 war er beisitzender Richter am Bezirksgericht im Franklin County. Augustus Young starb am 17. Juni 1857 in St. Albans.